# Włodzimierz Poźniak
Włodzimierz Maria Leon Poźniak (ur. 28 czerwca 1904 w Krakowie, zm. 29 stycznia 1967 tamże) – polski muzykolog. 
W 1927 roku podjął studia muzykologiczne u Zdzisława Jachimeckiego, w latach 1930-1937 wykładał przedmioty teoretyczne w Krakowskim Konserwatorium Muzycznym. Od 1956 wykładowca na Uniwersytecie Jagiellońskim, od 1963 kierownik katedry muzykologii. Pochowany na cmentarzu Rakowickim w Krakowie (kwatera P, wsch.).

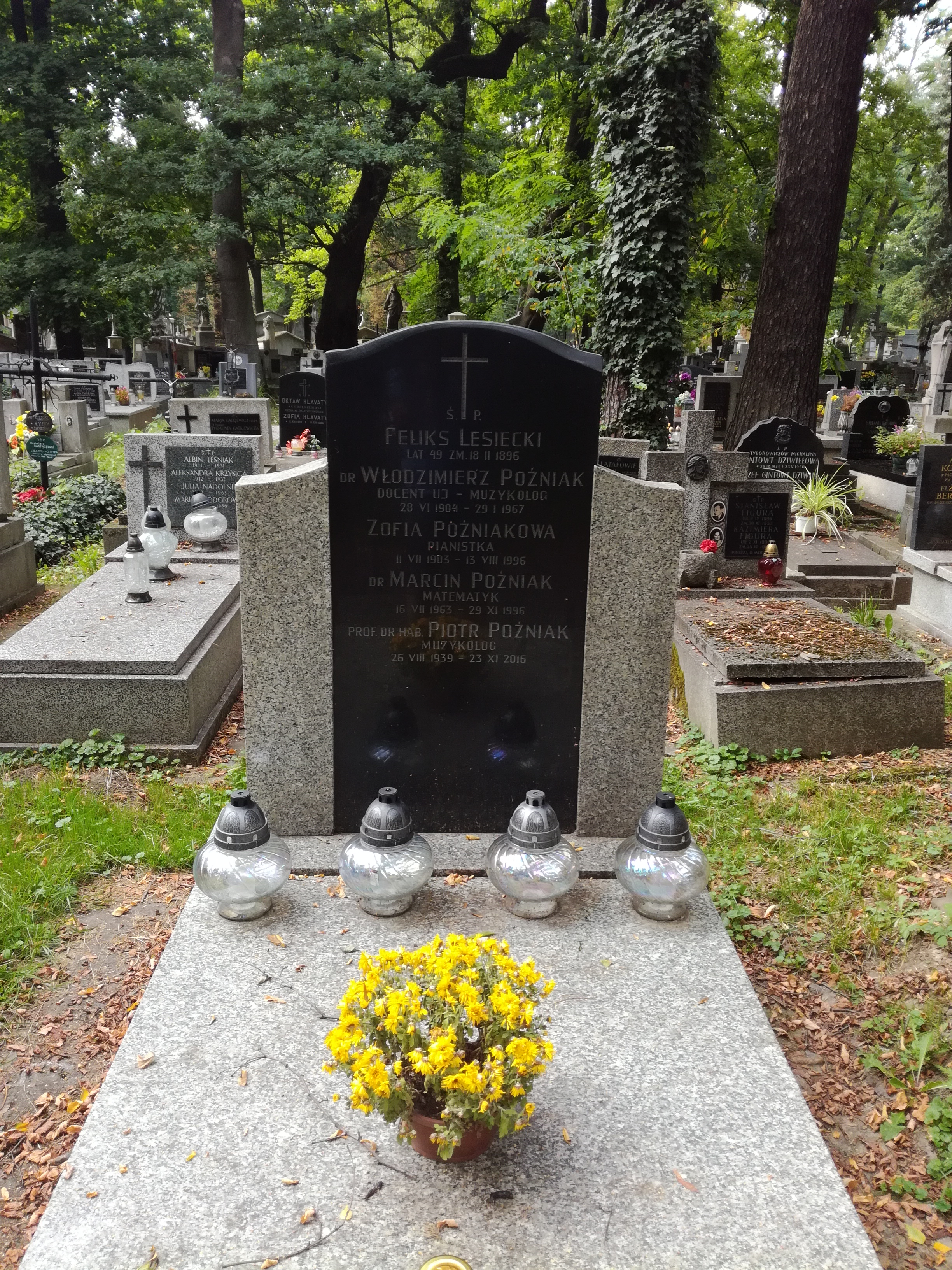
Grób prof. Piotra i prof. Włodzimierza Poźniaka na cmentarzu Rakowickim

## Wybrane publikacje
- Pasja chorałowa w Polsce (1947)
- Paleografia muzyczna (1955)
- Eugeniusz Pankiewicz (1958)